# 福井県道144号三方停車場線
福井県道144号三方停車場線（ふくいけんどう144ごう みかたていしゃじょうせん）は福井県三方上中郡若狭町内を通る一般県道である。

## 概要
三方駅と国道27号を結ぶ県道である。福井県の県道の中でも屈指の短距離路線であり、駅利用者以外の利用はほとんど無い。三方駅は若狭町内の中心駅であるため、タクシーやバスも運行しており日中は混雑していることが多い。地域と非常に密着した県道といえるだろう。融雪装置が設置されており、雪でもこの県道が使えず駅に辿り着けないということはまず無い。安心して利用できる県道である。
また、短い県道であるが、県道標識は設置されている。

### 路線データ
- 起点：三方停車場[1]
- 終点：福井県三方上中郡若狭町三方（三方駅口交差点、国道27号交点）[1]

## 路線状況

### 交通量
24時間交通量（台）　道路交通センサス
| 区間        | 平成17（2005）年度 | 平成22（2010）年度 | 平成27（2015）年度 |
| ----------- | ------------------ | ------------------ | ------------------ |
| 起点 - 終点 | 1,994              | 1,979              | 1,872              |

（出典：「平成22年度全国道路・街路交通情勢調査 一般交通量調査 箇所別基本表」、「平成27年度全国道路・街路交通情勢調査 一般交通量調査 箇所別基本表」（国交省ホームページ）より一部データを抜粋して作成）

## 地理

### 通過する自治体
- 福井県
  - 三方上中郡若狭町

### 接続する道路
- 国道27号（丹後街道）
- 国道162号（国道27号と重複）

### 沿線
- JR小浜線 三方駅